# Arlington Heights (Illinois)
Arlington Heights – wieś w Stanach Zjednoczonych, w stanie Illinois, w hrabstwie Cook i częściowo Lake. Północno–zachodnie przedmieście w obszarze metropolitalnym Chicago. W 2023, wieś liczyła 74,5 tys. mieszkańców (15. co do wielkości miejscowość stanu Illinois). Położone ok. 40 km od centrum Chicago.
Według rankingu Nerd Wallet z 2016 roku, Arlington Heights zostało uznane za trzecią najbogatszą miejscowść na Środkowym Zachodzie.
W latach 1927–2021 w Arlington Heights funkcjonował Arlington Park – słynny tor wyścigów konnych. 

## Ludność
Według danych pięcioletnich z 2022 roku, 74,8% mieszkańców identyfikowało się jako biali niebędący Latynosami, 11,1% miało pochodzenie azjatyckie, 8,9% było Latynosami, 6,2% rasy mieszanej, 2,8% to czarni lub Afroamerykanie i 0,3% rdzenni Amerykanie. 20,6% mieszkańców urodziło się poza granicami Stanów Zjednoczonych. 
Do największych grup należały osoby pochodzenia niemieckiego (20,4%), irlandzkiego (13,9%), polskiego (13,3%), włoskiego (8,6%), angielskiego (7%), hinduskiego (4,8%), szwedzkiego lub norweskiego (4,6%), meksykańskiego (4,4%) i „amerykańskiego” (3%).